# 김도읍
김도읍(金度邑, 1964년 7월 4일~)은 대한민국의 법조인, 정치인으로, 제19·20·21·22대 국회의원이다.

## 학력
- 1977년 대사초등학교 졸업
- 1980년 낙동중학교 졸업
- 1983년 부산동고등학교 졸업
- 1989년 동아대학교 법학과 졸업

## 경력
- 1993년 10월 제35회 사법시험 합격(사법연수원 25기 수료)
- 1996년 3월~1998년 2월 제주지방검찰청
- 1998년 2월~2000년 2월 창원지방검찰청 진주지청 검사
- 2000년 2월~2002년 2월 부산지방검찰청
- 2002년 2월~2004년 2월 서울북부지방검찰청
- 2004년 2월~2006년 8월 춘천지방검찰청 원주지청
- 2006년 8월~2009년 1월 서울중앙지방검찰청
- 2009년 8월~2010년 2월 부산지방검찰청 공판부장검사
- 2010년 2월~2011년 2월 부산지방검찰청 외사부장검사
- 2011년 3월~2012년 5월 31일 변호사김도읍법률사무소
- 2011년 8월 부산광역시 북구 다문화지원센터 자문변호사
- 2011년 10월 비전낙동포럼 고문
- 2012년 4월 11일 대한민국 제19대 국회의원 선거 당선(부산 북구·강서구 을, 새누리당, 초선)
- 2012년 6월: 새누리당 부산광역시당 수석부위원장
- 2012년 7월: 새누리당 법률담당 원내부대표
- 2014년: 새누리당 원내부대표
- 2014년 7월: 새누리당 제1정책조정위원회 간사
- 2016년 4월 13일 대한민국 제20대 국회의원 선거 당선(부산 북구·강서구 을, 새누리당, 재선)
- 2016년 5월~2016년 12월: 새누리당 원내수석부대표
- 2017년~2018년 6월: 자유한국당 정책위원회 예산결산 정책조정위원장
- 2017년 10월: 자유한국당 정치보복대책특별위원회 부위원장
- 2018년 12월: 자유한국당 문재인정권의 사법 장악저지 및 사법부 독립 수호 특별위원회 위원장
- 2019년 8월~2019년 12월: 자유한국당 당대표 비서실장
- 2020년 1월: 자유한국당 2020 총선 공약개발단 1정책조정위원회 법사·행안·운영 공약 총괄 공동팀장
- 2020년 3월~2020년 4월: 미래통합당 부산시당 2020 통합 선거책위위원회 공동선거대책본부장
- 2020년 4월 15일 대한민국 제21대 국회의원 선거 당선(부산 북구·강서구 을, 미래통합당, 3선)
- 2020년 9월~2024년 1월: 국민의힘 부산시당 북구·강서구 을 당협위원장
- 2020년 9월: 국민의힘 호남 동행 국회의원 발대식 명예의원(전라남도 여수시)
- 2020년 10월: 국민의힘 라임옵티머스 권력비리게이트 특별위원회 위원
- 2021년 3월~2021년 4월: 국민의힘 부산시당 4.7 부산시장 보궐선거 선거대책위원회 공정선거감시단장
- 2021년 6월~2022년 1월: 국민의힘 정책위원회 의장
- 2021년 9월~2022년 1월: 국민의힘 제20대 대통령선거 공약개발단 '시민소리 혁신정책회의' 수석부의장
- 2021년 11월~2022년 1월: 국민의힘 선거대책위원회 중앙선거대책위원회 선거대책위원장단 공동선거대책위원장
- 2022년 1월~2022년 3월: 국민의힘 부산 살리는 선거대책위원회 선거대책위원장단 공동선거대책위원장
- 2022년 5월~2022년 6월: 국민의힘 제8회 지방선거 부산 선거대책위원회 공동선대위원장
- 2023년 5월~2023년 6월: 국민의힘 최고위원 선출을 위한 보궐선거 선거관리위원회 위원장
- 2023년 11월~2023년 11월: 국민의힘 최고위원 선출을 위한 보궐선거 선거관리위원회 위원장
- 국민의힘 부산시당 강서구 당협위원장
- 2024년 3월~2024년 4월: 제22대 총선 국민의힘 부산시당 선거대책위원회 공동선대위원장
- 2024년 4월 10일 대한민국 제22대 국회의원 선거 당선(부산 강서구, 국민의힘, 4선)
- 2024년 6월~2024년 7월: 국민의힘 정책위원회 산하 시급한 민생 현안 해결을 위한 재난안전특별위원회 위원
- 2024년 9월~2024년 10월: 국민의힘 부산시당 10.16 금정구청장 보궐선거 선거대책위원회 공동선대위원장
- 2024년 9월~: 국민의힘 호남동행 국회의원 발대식 명예의원(전라남도 여수시)
- 2024년 12월~: 국민의힘 제주공항 여객기 사고 수습 TF 위원
- 2025년 5월~2025년 6월: 제21대 대통령 선거 국민의힘 김문수 대통령 후보 부산 선거대책위원회 공동선거대책위원장
- 2025년 5월~2025년 6월: 제21대 대통령 선거 국민의힘 김문수 대통령 후보 직속 정책총괄본부 국토균형발전특별위원장
- 2025년 5월~2025년 6월: 국민의힘 이재명 방탄 독재 저지 투쟁위원회 위원

## 수상
- 2012년 12월 31일 입법 및 정책개발 우수 국회의원
- 2012년 10월 31일 자랑스러운 동아인상
- 2012년 10월 30일 국정감사 베스트팀

## 의정활동
- 2012년 4월: 새누리당 민간인 불법 사찰 TF 위원
- 2012년 5월 30일~2016년 5월 29일: 제19대 국회의원(부산 북구·강서구 을, 새누리당, 초선)
  - 2012년 7월~2016년 5월: 제19대 국회 전·후반기 법제사법위원회 위원
  - 2012년 7월~2016년 5월: 제19대 국회 전·후반기 운영위원회 위원
  - 2012년 7월~2016년 5월: 제19대 국회 전·후반기 예산결산특별위원회 위원
  - 2012년 7월: 대법관 임명동의에 관한 인사청문특별위원회 위원
  - 2013년 6월: 국회 사법제도 개혁 특별위원회 위원
  - 2013년 7월: 국가정보원 댓글 의혹 사건 등의 진상규명을 위한 국정조사특별위원회 위원
  - 2014년: 제19대 국회 예산결산특별위원회 예산안조정소위원회 위원
  - 2015년: 제19대 국회 서민주거복지 특별위원회 위원
- 2016년 5월 30일~2020년 5월 29일: 제20대 국회의원(부산 북구·강서구 을, 새누리당→자유한국당→미래통합당, 재선)
  - 2016년 6월~2016년 12월: 제20대 국회 운영위원회 간사
  - 2016년 6월~2016년 12월: 제20대 국회 외교통일위원회 위원
  - 2016년 12월~2017년 7월: 제20대 국회 산업통상자원위원회 위원
  - 2017년 6월~2018년 5월: 제20대 국회 예산결산특별위원회 간사
  - 2017년 7월~2018년 5월: 제20대 국회 산업통상자원중소벤처기업위원회 위원
  - 2018년 7월~2020년 5월: 제20대 국회 법제사법위원회 간사
  - 2018년 7월~2020년 5월: 제20대 국회 후반기 정보위원회 위원
  - 2018년 7월: 제20대 국회 대법관(김선수·이동원·노정희) 임명동의에 관한 인사청문특별위원회 간사
  - 2018년 12월: 제20대 국회 대법관(김상환) 임명동의에 관한 인사청문특별위원회 간사
  - 2018년 12월: 제20대 국회 후반기 운영위원회 위원
  - 2019년 7월~2019년 8월: 제20대 국회 후반기 사법개혁특별위원회 위원
- 2020년 5월 30일~2024년 5월 29일: 제21대 국회의원(부산 북구·강서구 을, 미래통합당→국민의힘, 3선)
  - 2020년 7월~2021년 6월: 제21대 국회 전반기 법제사법위원회 간사
  - 2020년 7월: 제21대 국회 전반기 운영위원회 위원
  - 2020년 7월~2024년 5월: 자유경제 포럼 구성의원
  - 2020년 7월~2024년 5월: 모빌리티 포럼 구성의원
  - 2020년 9월: 제21대 국회 전반기 법제사법위원회 법안심사제1소위원회 위원
  - 2020년 9월: 제21대 국회 전반기 법제사법위원회 법안심사제2소위원회 위원장
  - 2020년 9월: 제21대 국회 전반기 법제사법위원회 예산결산기금심사소위원회 위원장
  - 2021년 4월~2021년 5월: 국무총리(김부겸) 임명동의에 관한 인사청문특별위원회 간사
  - 2021년 6월~2022년 5월: 제21대 국회 전반기 행정안전위원회 위원
  - 2022년 7월~2024년 5월: 제21대 국회 후반기 법제사법위원회 위원장
  - 2023년 11월~2023년 12월: 제21대 국회 후반기 대법원장(조희대) 임명동의에 관한 인사청문특별위원회 위원장
- 2024년 5월 30일~: 제22대 국회의원(부산 강서구, 국민의힘, 4선)
  - 2024년 6월~: 제22대 국회 전반기 국토교통위원회 위원
    - 제22대 국회 전반기 국토교통위원회 교통법안심사소위원회 위원
    - 제22대 국회 전반기 국토교통위원회 예산결산기금심사소위원회 위원

  - 자유경제포럼 구성의원
  - 국회인구전략포럼 2.0 구성의원

## 역대 선거 결과
|  | 53.05% |

|  | 49.47% |

|  | 52.03% |

|  | 55.58% |

## 소속 정당
| 소속 정당 | 소속 정당  | 소속 기간 | 비고      |
| --------- | ---------- | --------- | --------- |
|           | 새누리당   | 2012~2017 | 정계 입문 |
|           | 자유한국당 | 2017~2020 | 당명 변경 |
|           | 미래통합당 | 2020      | 합당      |
|           | 국민의힘   | 2020~현재 | 당명 변경 |

## 같이 보기
- 강서구 (2024년 부산 선거구)
- 부산 북구의 국회의원
- 부산 강서구의 국회의원
- 북구·강서구 을